# 라디카 압테
라디카 압테(힌디어: राधिका आप्टे, 영어: Radhika Apte, 1985년 9월 7일 ~ )는 인도의 배우이다.

## 출연 작품
- 시크릿 에이전트 (2019)
- 러스트 스토리 (2018)
- 웨딩 게스트 (2018)
- 패드맨 (2018)
- 더 아스람 (2018)
- 블라인드 멜로디 (2018)
- 카발리 (2016)
- 매들리 (2016)
- 메마른 삶을 안고 튀어라 (2015)
- 마운틴맨 (2015)
- 올 인 올 아자구 라자 (2013)
- 더 브라이트 데이 (2012)
- 아이 엠 (2010)
- 소음 (2010, Shor in the City)
- 엔들리스 웨이트 (2009)
- 디스 이즈 더 허즈밴드 원트! (2009)